# Bailén
Bailén é um município da Espanha na província de Jaén, comunidade autónoma da Andaluzia, de área 117,6 km² com população de 18362 habitantes (2006) e densidade populacional de 156,14 hab./km².

## Demografia
| Variação demográfica do município entre 1991 e 2004 | Variação demográfica do município entre 1991 e 2004 | Variação demográfica do município entre 1991 e 2004 | Variação demográfica do município entre 1991 e 2004 |
| --------------------------------------------------- | --------------------------------------------------- | --------------------------------------------------- | --------------------------------------------------- |
| 1991                                                | 1996                                                | 2001                                                | 2004                                                |
| 16865                                               | 17408                                               | 17593                                               | 17966                                               |